# Augusta da Baviera
Augusta da Baviera, Duquesa de Leuchtenberg (em alemão: Augusta Amalia Ludovika Georgia von Bayern; Estrasburgo, 21 de junho de 1788 – Munique, 13 de maio de 1851), filha mais velha do rei Maximiliano I José da Baviera e da princesa Augusta Guilhermina de Hesse-Darmstadt. Foi Princesa da Baviera por nascimento e após seu casamento com Eugênio de Beauharnais tornou-se Duquesa de Leuchtenberg e Princesa de Eichstätt. Também era por casamento uma princesa francesa. Foi mãe de Amélia de Leuchtenberg segunda Imperatriz do Brasil por seu casamento com Pedro I do Brasil, e de Josefina de Leuchtenberg, Rainha da Suécia e Noruega por seu casamento com Óscar I da Suécia e Noruega.  

## Primeiros anos

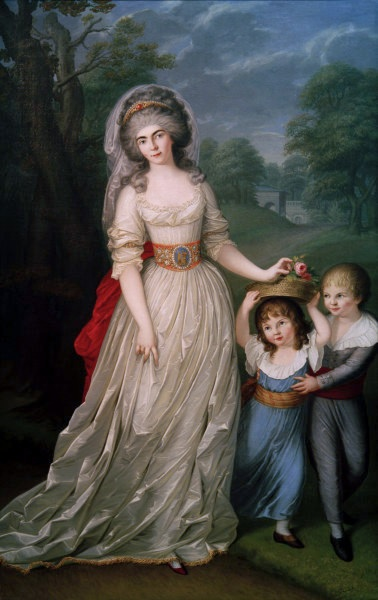
^{Augusta com sua mãe, Augusta Guilhermina de Hesse-Darmstadt, e seu irmão, Luís, futuro rei da Baviera.}

Ela nasceu em Estrasburgo em 1788, a filha mais velha do futuro rei Maximiliano I da Baviera e sua primeira esposa, a princesa Augusta Guilhermina de Hesse-Darmstadt. A infância de Augusta foi marcada por muitos acontecimentos infelizes. Antes da Revolução Francesa, o pai de Augusta estava servindo no exército francês, mas após a sua eclosão, ele mudou de lado, escolhendo servir sob o exército austríaco, a fim de que ele pudesse participar das Guerras Revolucionárias Francesas. Maximiliano tornou-se duque de Zweibrucken após a morte do seu irmão mais velho, e decidiu regressar à Alemanha para supervisionar o seu novo ducado. Mas quando regressou, viu o seu ducado ocupado pelo exército francês. Revoltas eclodiram, e a situação tornou-se tão tensa e perigosa que ele e sua família foram forçados a fugir para a terra natal de sua esposa, Darmstadt. Em seguida, eles se mudaram para Mannheim, onde viveram em circunstâncias modestas para os próximos cinco anos. Quando os franceses começaram a atacar Mannheim, a família foi forçada a fugir mais uma vez. Eles procuram refúgio em Ansbach, mas a saúde da princesa Augusta Guilhermina foi muito prejudicada pelas tensões da guerra e cinco gravidezes. Depois de dar à luz seu quinto filho, ela morreu no Castelo de Heidelberg.
Augusta tinha apenas 8 anos quando sua mãe morreu. Depois de um ano, seu pai encontrou outra esposa, a princesa Carolina de Baden, de 21 anos, e a família finalmente conseguiu se mudar e se estabelecer em Munique. Apesar da diferença de idade entre ela e o marido, provou ser uma esposa dedicada e solidária. Ela imediatamente se deu bem com seus enteados mais novos, Carolina e Carlos Teodoro, mas não com os mais velhos, Luís e Augusta. Augusta especialmente teve um momento difícil após a morte de sua mãe, e ela não estava interessada em receber sua nova madrasta. Mas Carolina era uma mulher forte e determinada; quando Augusta atingiu a adolescência, a sua relação com Carolina melhorou muito.

## Planos matrimoniais
Dizia-se que Augusta era uma criança muito bonita com um temperamento gentil. Em tenra idade, ela estava noiva do príncipe Carlos de Baden, o irmão mais novo de sua madrasta. O jovem casal gostava muito um do outro e ansioso para se casar, no entanto, o noivado foi apressadamente interrompido a mando de Napoleão Bonaparte. Napoleão estava em busca de uma esposa real para seu enteado, Eugênio de Beauharnais, vice-rei da Itália, e sua busca o levou à Baviera e suas muitas princesas solteiras. Ele se aproximou do pai de Augusta, mas Maximiliano estava inicialmente muito hesitante em romper o noivado. Mas depois de muitas negociações e da promessa de Napoleão de fazer da Baviera um reino e Maximiliano um rei, ele finalmente consentiu.

## Casamento

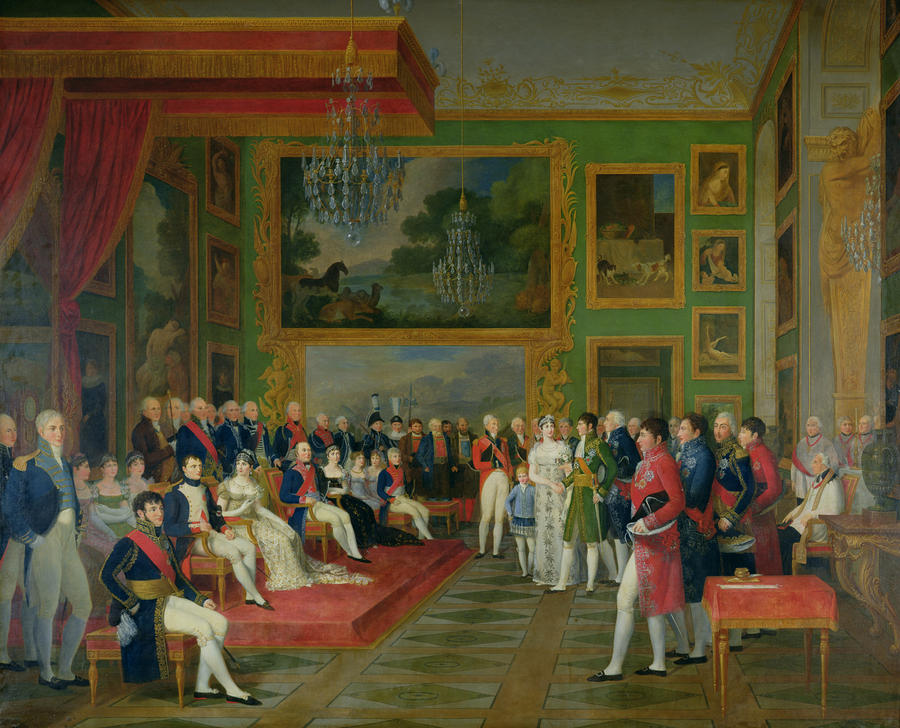
^{O casamento de Augusta com Eugênio de Beauharnais em Munique, 1806.}

Augusta tinha apenas 17 anos quando Napoleão veio a Munique e a viu pessoalmente. Ao vê-la, ele foi imediatamente cativado por sua aparência. Mlle Avrillon, dama de companhia da Imperatriz Josefina, escreveu sobre Augusta: "A Princesa Augusta era muito gentil e muito amável, e, o que era mais, notavelmente bonita." Um encanto indescritível emanava desta doce jovem que ainda não tinha dezoito anos de idade. Ela era muito alta, bem formada e magra como uma ninfa. Ela era dotada de uma dignidade natural que fazia com que todos a respeitassem; seu rosto era mais bonito do que bonito, e sua aparência era notavelmente fresca, embora talvez um pouco colorida. Mas a coisa mais agradável sobre ela foi o ar de bondade que ganhou o amor de todos que tiveram a honra de seu conhecimento. Essas vantagens não eram todas naturais; a educação tinha feito muito por ela; ela tinha sido criada com extrema simplicidade, e ela sempre se vestiu notavelmente claramente." Para Napoleão, Augusta era igual à perfeição, e estava ainda mais convencido de que essa "bela criatura" como ele a descreveu em sua carta a seu irmão Jerônimo era a única adequada para Eugênio.
Augusta deve ter sentido que seu futuro estava sendo decidido. No dia de Natal de 1805, ela recebeu uma carta de seu pai, implorando-lhe para desistir do príncipe Carlos de Baden e se casar com Eugênio. Sua carta diz:
"Se eu pudesse ver a menor chance de você se casar com Carlos, Príncipe de Baden, eu não me ajoelharia, minha querida, amada Augusta, e imploraria para que o entregasse. Ainda menos eu gostaria que você, Minha querida, entregar a tua mão ao futuro Rei de Itália se esta coroa não fosse garantida por todas as potências europeias pela conclusão do Tratado de Presburg e se eu não estivesse convencido de que o Príncipe Eugénio possui boas qualidades e que ele te pode fazer feliz. [...] Lembra-te, minha querida filha, que não só farás feliz a teu pai, mas também os teus irmãos e a Baviera se alegrarão ao ver esta união. [...] Entristece-me ferir os teus sentimentos, minha querida, mas conto com a tua afeição e com o apego que sempre demonstraste ao teu pai, e tenho a certeza que não desejas envenenar os seus últimos dias. Lembre-se, querida Augusta, que uma recusa faria do Imperador um inimigo tão amargo como tem sido até agora um bom amigo da nossa casa. [...] Escreve-me a tua resposta, ou, então, dize a teu irmão a tua decisão. Você pode estar certo, querido amigo, que é muito doloroso para mim ter que escrever-lhe desta maneira; mas a nossa posição mais do que desesperada e o meu dever para com o país que a Providência me deu para governar forçam-me a agir assim. Deus sabe que só desejo o teu bem-estar e que ninguém no mundo te ama mais do que o teu pai fiel e melhor amigo." 
Ao ler a carta de seu pai, Augusta desatou a chorar. Ela só queria se casar com o príncipe Carlos, mas seu dever como filha e para com seu país era o mais importante em sua mente, e ela era capaz de desistir de sua felicidade para o bem de seu país. Ela escreveu uma carta de resposta a seu pai, dizendo-lhe que lhe custava muito quebrar sua promessa ao Príncipe Carlos:
"Meu querido e afetuoso pai, obrigam-me a quebrar a promessa que tinha feito ao príncipe Carlos. Consentirei, embora me custe muito fazê-lo, se o repouso de um pai amado e a felicidade de uma nação dependerem disso. Coloco meu destino em suas mãos; embora minha sorte possa parecer cruel para mim, será suavizada pelo conhecimento de que me sacrifiquei por meu pai, minha família e meu país. Peço a sua bênção sobre os meus joelhos dobrados; ele vai me ajudar a suportar o meu destino triste com resignação."
Depois de escrever esta carta ao seu pai, ela escreveu uma carta de despedida emocional ao príncipe Carlos. Suas palavras descreveram perfeitamente seus sentimentos e seu senso de dever: "Minha dor é indescritivelmente grande, mas devo obedecer ao comando de meu pai e à vontade de meu país."

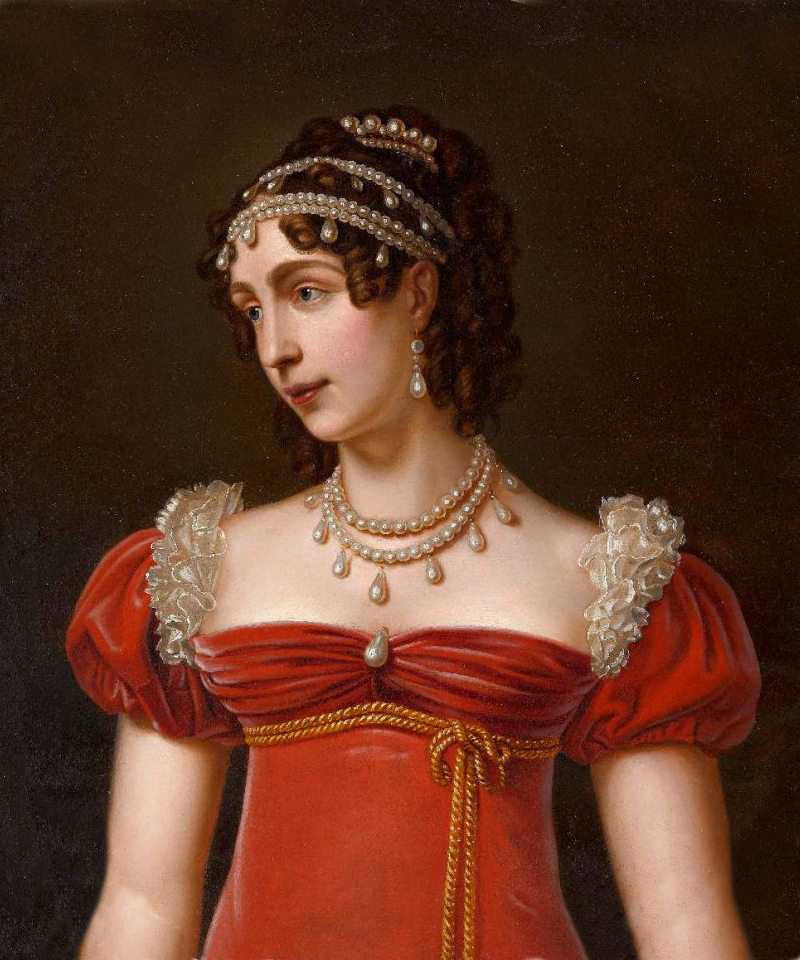
^{Princesa Augusta da Baviera, Duquesa de Leuchtenberg por volta de 1810.}

Augusta concordou em se casar com Eugênio, e os preparativos para o casamento foram imediatamente arranjados. Napoleão e sua esposa Josefina apressaram-se para Munique para supervisionar os preparativos. Apesar da alegria e aparente satisfação por parte da família do noivo, a madrasta da noiva não ficou encantada com o casamento. A rainha Carolina era obviamente contra o casamento pois ela não gostava do imperador francês e odiava suas políticas. Enquanto isso, Eugênio, que estava em Milão, recebeu uma intimação de Napoleão, ordenando-lhe que fosse imediatamente a Munique e encontrasse sua noiva pela primeira vez. A carta de Napoleão a Eugênio diz: 
"Eu organizei seu casamento com a Princesa Augusta. ... A princesa me fez uma visita esta manhã, quando tivemos uma longa conversa juntos. Ela é muito bonita. Você encontrará seu retrato no copo que eu lhe emito agora; entretanto, é muito mais bonita do que seu retrato." 
Dias depois de receber esta carta, Eugênio chegou a Munique, onde foi imediatamente recebido por Napoleão e foi convidado a raspar seus bigodes para causar uma impressão encantadora em Augusta. Quando ele e Augusta finalmente se conheceram, foi um amor à primeira vista, que logo se desenvolveu em um tipo mais profundo de amor e devoção. Eugênio e Augusta se casaram em 14 de janeiro de 1806 em Munique. Foi um grande e espetacular casamento, e as celebrações duraram uma semana. Napoleão adotou formalmente Eugênio e deu-lhe o nome de Eugênio Napoleão da França. Dois dias após o casamento, o casal recém-casado começou sua jornada para sua nova casa, a Itália. Napoleão gostava muito de Augusta e em suas cartas para ela, ele carinhosamente se dirigia a ela como "minha filha". Em uma de suas cartas, ele escreveu para ela que sua afeição por ela só aumenta com o passar do tempo, e que ele estava feliz em ter certeza de que ela estava satisfeita e feliz com Eugênio. Ele acrescentou: 
"Acredite em mim, Augusta, eu te amo como um pai ama sua filha, e eu espero que você me ame como uma filha deve amar seu pai."
Quase imediatamente após sua chegada na Itália, Eugênio e Augusta conduziram uma turnê de inspeção, e eles foram movidos pela calorosa e alegre recepção que receberam do povo uma vez que chegaram a Milão. Augusta, agora a vice-rainha da Itália, foi apresentada aos seus novos súbditos, e todos concordaram que ela era uma pessoa encantadora, afável, culta e de bom coração. Eugênio era um jovem gentil, aposentado e sensível, um soldado capaz e um governante eficiente. Ele também era um governante popular, e Augusta contribuiu mais para a popularidade de seu marido. Mme. de Remusat escreveu: 

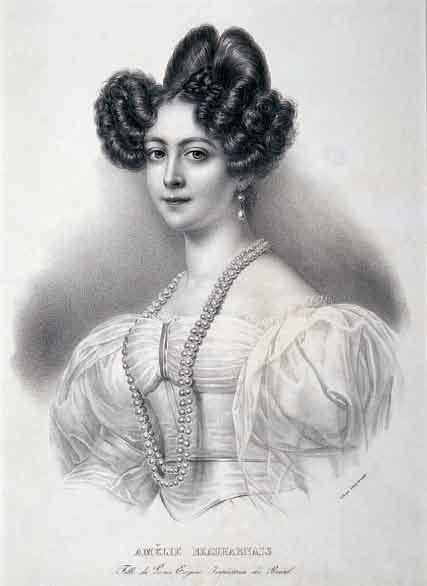
^{Filha de Augusta, Amélia de Beauharnais Imperatriz do Brasil, por seu casamento com Dom Pedro I.}

"O Vice-reine também ajudou a conquistar as pessoas para o lado do marido. Bela, eminentemente virtuosa e caridosa, ela encantava todos os que se aproximavam dela".
Um ano após o casamento do casal, Augusta deu à luz seu primeiro filho, uma filha que eles chamaram de Josefina em homenagem à mãe de Eugênio. Ela recebeu o título de Princesa de Bolonha. Em 1808, outra filha nasceu do casal, Eugênia. O sexo da criança foi uma decepção para os pais, pois eles estavam esperando muito por um filho. Mas eles foram capazes de superar rapidamente sua decepção; eles amavam suas filhas, e eram um pais dedicados a esta duas princesas. O ano 1809 provaria ser um ano difícil para Eugênio Augusta, e sua família. Eugênio foi colocado no comando do exército italiano durante a Guerra da Quinta Coalizão. Embora as batalhas que eles lutaram começaram de forma promissora, Eugênio iria experimentar sua primeira derrota. Foi uma derrota amarga e decepcionante para ele. Ele estava constantemente escrevendo para Augusta durante sua separação, dizendo-lhe o progresso da guerra, e em uma carta em particular, ele derramou toda a sua dor, decepção e desespero sobre sua derrota para sua esposa. Augusta provou ser uma esposa simpática, compreensiva e dedicada, mas também possuía um caráter forte que a ajudou a suportar a separação de Eugênio e os efeitos da guerra para a população italiana. Ela provou ser uma regente capaz, e quando havia notícias de descontentamento entre o povo, sua exibição de firmeza ajudou a restaurar a ordem e evitar qualquer revolução. Novamente, Eugênio escreveu para Augusta sobre seu afeto por ela e o quanto ele queria estar em casa com ela e suas filhas. 
"Penso constantemente em ti. ... Minha querida Augusta, espero que não nos separemos por muito mais tempo. Envio-te mil beijos para partilhares entre ti e os nossos queridos... amo-te com todo o meu coração." Uma vez que Augusta recebeu a notícia de que a guerra havia terminado e Eugênio estava voltando para casa, ela ficou extremamente feliz: "Você me diz que logo estará de volta; estas palavras aliviaram minha dor. Anseio voltar a ver-vos. Não imagineis que me permito desanimar. Não, meu Eugênio, a minha coragem é igual à tua, e quero provar-te que sou digna de ser tua mulher. Adeus, querido amigo; continue a me amar, e confie no amor com o qual jurei amá-lo até o último momento da minha vida."
Augusta deu à luz seu terceiro filho, Augusto Carlos Eugênio Napoleão (mais tarde marido da rainha Maria II de Portugal) em 8 de dezembro de 1810. Foi um evento alegre para a família, mas a saúde de Augusta foi prejudicada por sua gravidez, e ela ficou constantemente doente com reumatismo. Dois anos depois, ela deu à luz outra filha, Amélia, a futura imperatriz do Brasil, por seu casamento com Dom Pedro.
Em 1814, Napoleão abdicou como imperador da França, e Milão foi atormentada por uma revolta. Eugénio tentou desesperadamente salvar o seu trono, mas os seus esforços foram inúteis. Ele renunciou a suas possessões italianas e finalmente deixou a Itália com sua esposa e filhos, e chegou em Munique, onde foram gentilmente recebidos pelo pai de Augusta, o rei Maximiliano. Durante seu exílio, Augusta deu à luz outra criança, Teodolinda. Eugênio e Augusta se estabeleceram para uma vida familiar pacífica e feliz em Munique. Eram tratados com grande bondade pela família de Augusta, e eram tidos em alta estima pelos soberanos europeus. Em 1817, eles receberam o estado de Eichstatt, e os títulos de Duque e Duquesa de Leuchtenberg. Alguns anos depois tiveram outro filho, Maximiliano. Um novo palácio também foi construído para eles, o Palácio Leuchtenberg, onde o casal feliz dedicou seu tempo na educação de seus filhos. Enquanto isso, a filha mais velha de Augusta, Josefina, casou-se com o príncipe herdeiro da Suécia em 1823. Após o casamento, Eugênio foi apreendido por um ataque de apoplexia. Ele foi confinado na cama, mas logo fez uma recuperação. Mas um mês depois, ele teve um ataque mais grave, e sua saúde gradualmente declinou depois disso. Augusta ficou ao seu lado e cuidou dele, até sua morte em 1824.

## Descendência
De Eugênio de Beauharnais, Duque de Leuchtenberg e Príncipe de Eichstätt:
| Nome        | Foto | Nascimento | Falecimento | Notas                                                                                  |
| ----------- | ---- | ---------- | ----------- | -------------------------------------------------------------------------------------- |
| Josefina    |      | 1807       | 1876        | Casada com Oscar I da Suécia e Noruega, com descendência.                              |
| Eugênia     |      | 1808       | 1847        | Casada com o príncipe alemão, Constantino Hohenzollern-Hechingen, com descendência.    |
| Augusto     |      | 1810       | 1835        | Casado com dona Maria II de Portugal, sem descendência.                                |
| Amélia      |      | 1812       | 1873        | Casada com Pedro I do Brasil, com descendência.                                        |
| Teodolinda  |      | 1814       | 1857        | casada com Guilherme de Württemberg, com descendência.                                 |
| Carolina    |      | 1816       | 1816        | Morreu cinco meses após o nascimento.                                                  |
| Maximiliano |      | 1817       | 1852        | Casado com Maria Nikolaevna da Rússia, filha de Nicolau I da Rússia, com descendência. |

## Na cultura popular
Foi interpretada por Tamara Taxman na minissérie "O Quinto dos Infernos" (2002)

## Últimos anos
Augusta morreu no dia 13 de maio 1851, aos 63 anos, em Munique ela sobreviveu a Eugênio por mais de 20 anos; foi dito que sua dor por seu marido permaneceu tão fresca que ela irromperia em lágrimas toda vez que se lembrasse do sorriso de seu marido. Em 1851, a "melhor das mulheres", como Napoleão a chamou. Naquela época, o presidente da França era sobrinho da Duquesa de Leuchtenberg, Luís Napoleão Bonaparte, filho de Hortênsia de Beauharnais, Rainha da Holanda, irmã do Príncipe Eugênio. Durante duas décadas dedicou-se à filantropia e à fé antes de também falecer.
Quando ela foi ordenada a se casar com Eugênio, o pensamento inicial de Augusta era que ela estava se sacrificando e sua felicidade para o bem de seu pai, país e povo. Isso só provou seu altruísmo e alto senso de dever, traços que a cativariam não só com seu marido e sua família, mas também com seu povo. Seu casamento com Eugênio trouxe-lhe o tipo de felicidade que ela inicialmente nunca sonhou. Seu amor e devoção um ao outro nunca vacilaram, e pode-se dizer que seu sacrifício valeu a pena.

## Titulos e Honras
- 8 de Fevereiro de 1792 - 26 de dezembro de 1805: Sua Alteza Sereníssima, a Duquesa Augusta da Baviera
- 26 de Dezembro de 1805 - 14 de Janeiro de 1806: Sua Alteza Real, a Princesa Augusta da Baviera
- 14 de Janeiro de 1806 - 11 de Abril de 1814: Sua Alteza Imperial, Augusta de Beauharnais, Princesa Francesa
- 11 de Abril de 1814 - 25 de maio de 1817: Madame Augusta de Beauharnais
- 25 de Maio de 1817 - 21 de Fevereiro de 1824: Sua Alteza Real, a Duquesa de Leuchtenberg, Princesa de Eichstätt
- 21 de fevereiro de 1824 - 13 de maio de 1851: Sua Alteza Real, a Duquesa Viúva de Leuchtenberg, Princesa Viúva de Eichstätt
- Dama Grã-Cruz da Ordem de Santa Isabel, 1 de dezembro de 1834[5]

## Galeria

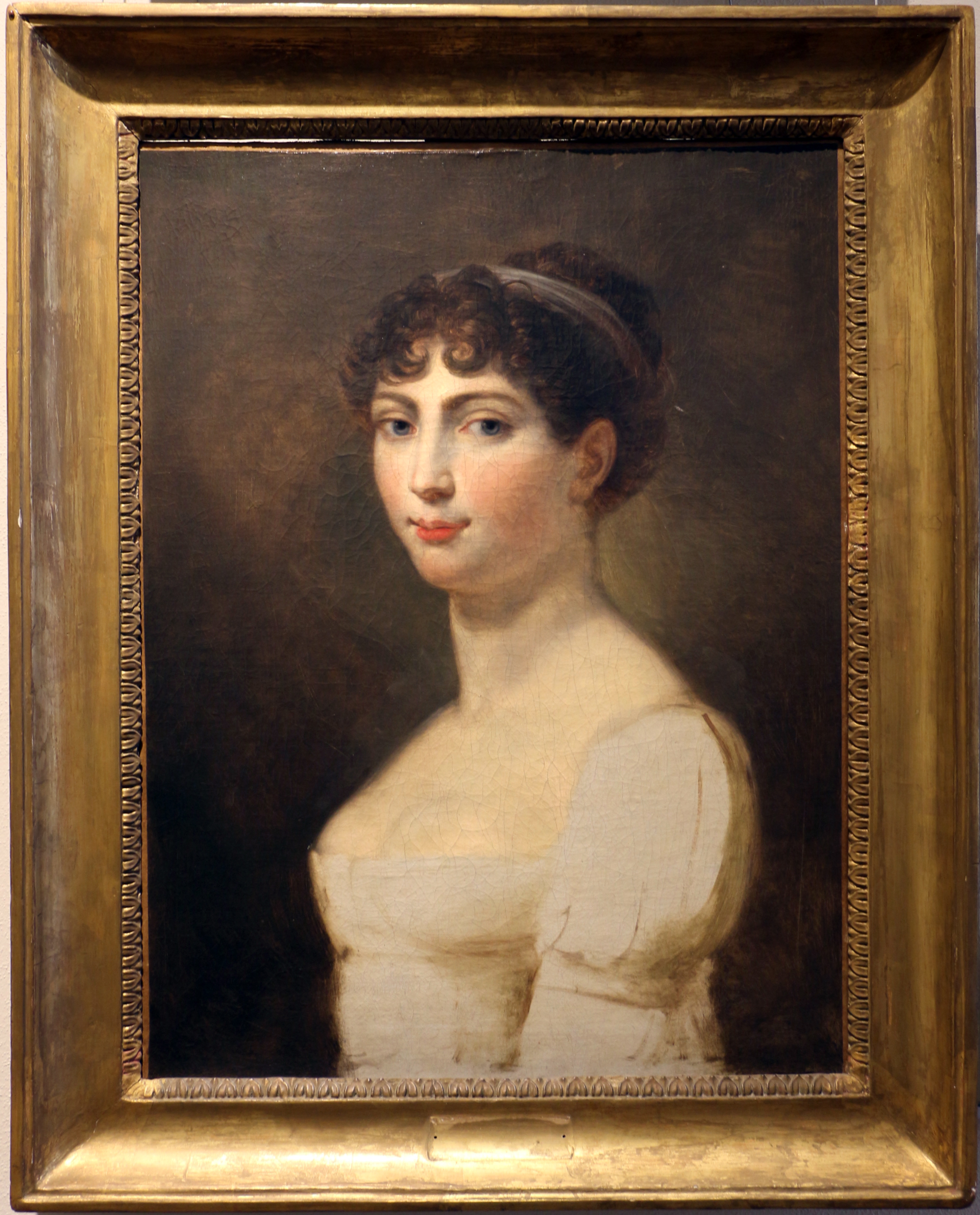
Augusta da Baviera, Vice-Rainha da Italía, por Andrea Appiani

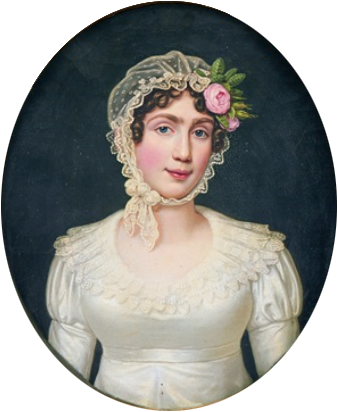
Augusta da Baviera, Duquesa de Leuchtenberg

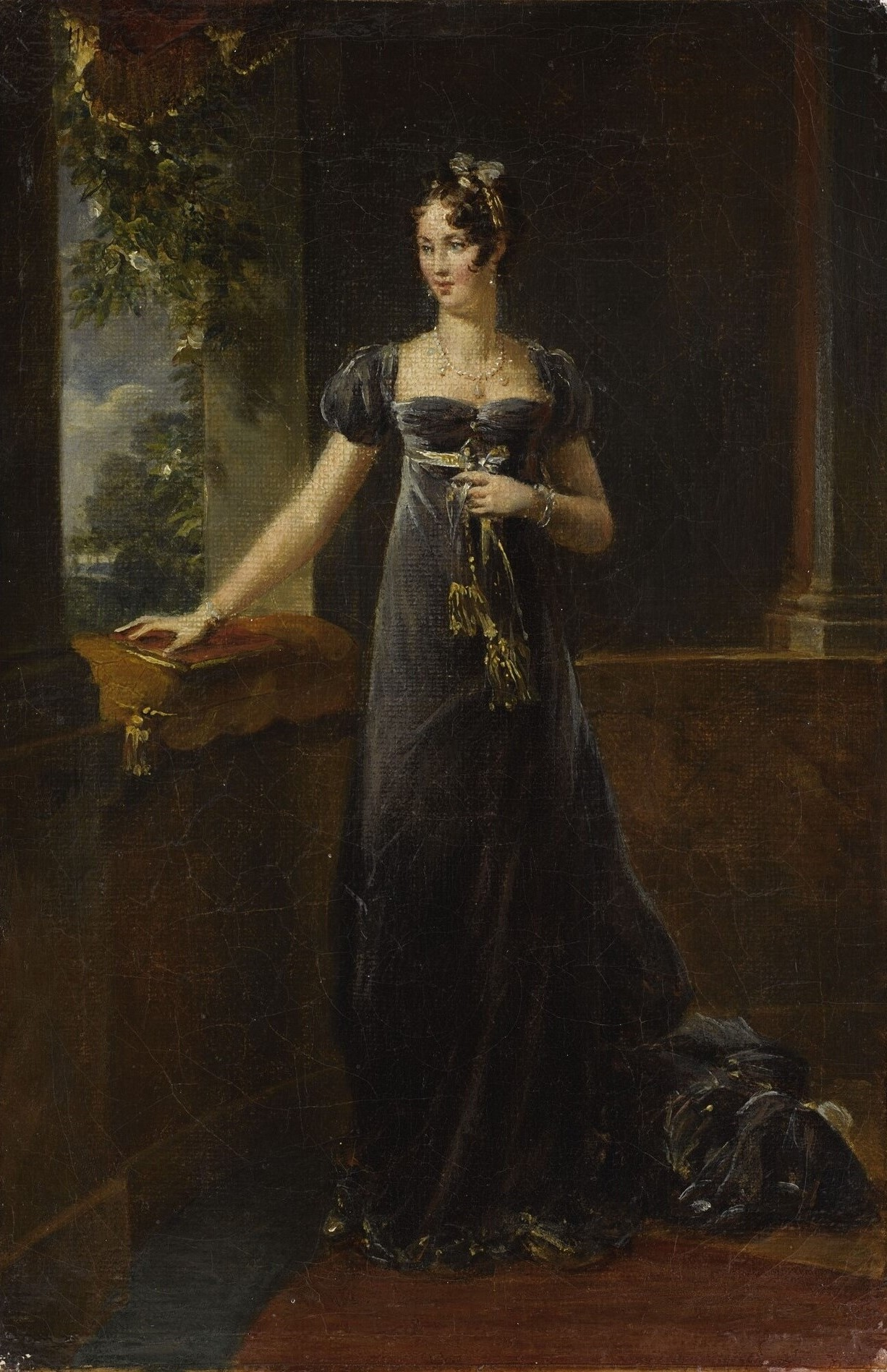
Augusta da Baviera, Princesa Francessa

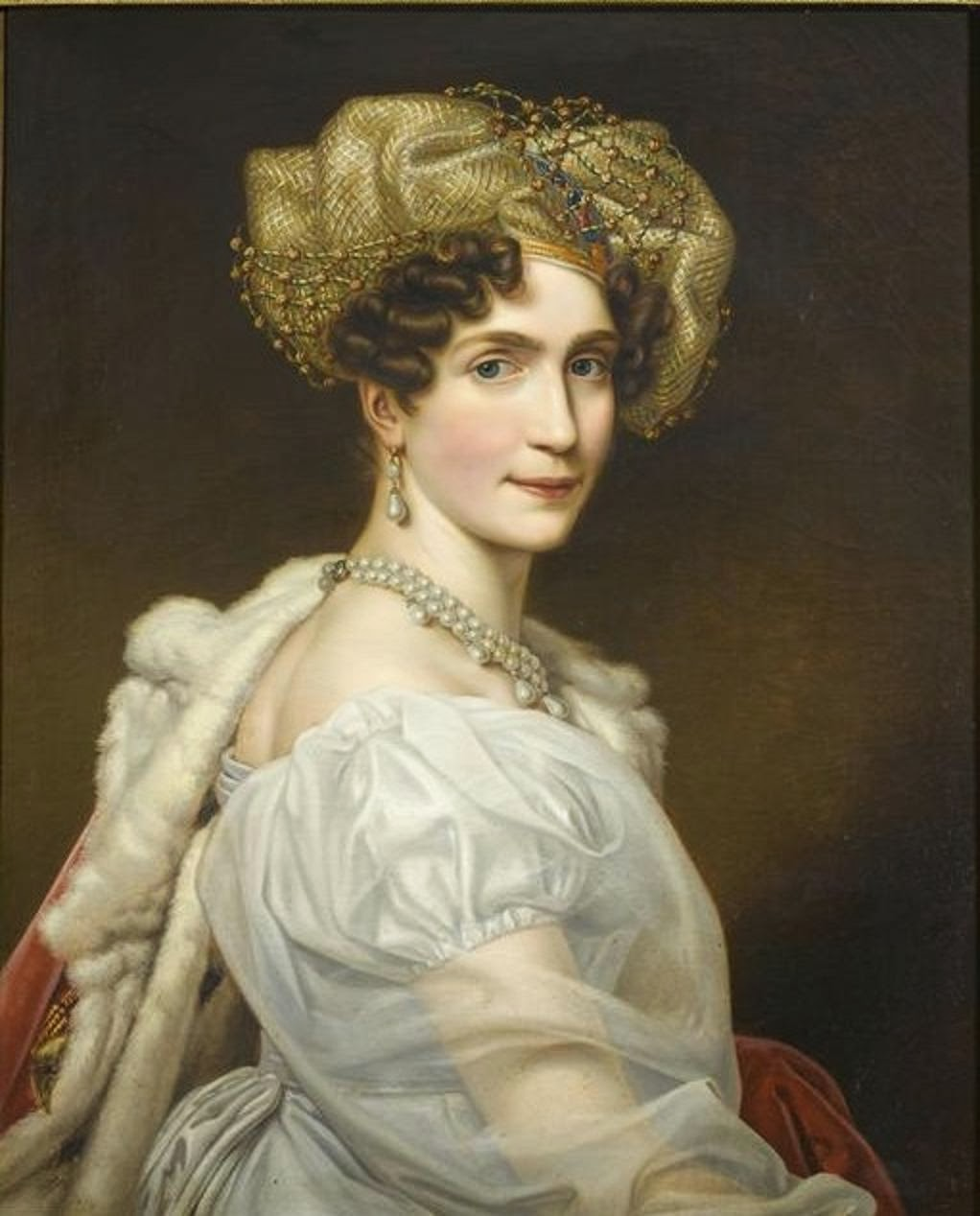
Augusta da Baviera, Duquesa de Leuchtenberg